# Medak (Distrikt)
Der Distrikt Medak (Telugu మెదక్ జిల్లా, Urdu میدک ضلع) ist ein Distrikt des indischen Bundesstaats Telangana. Der Verwaltungssitz ist die Stadt Medak.

## Geographie und Flora

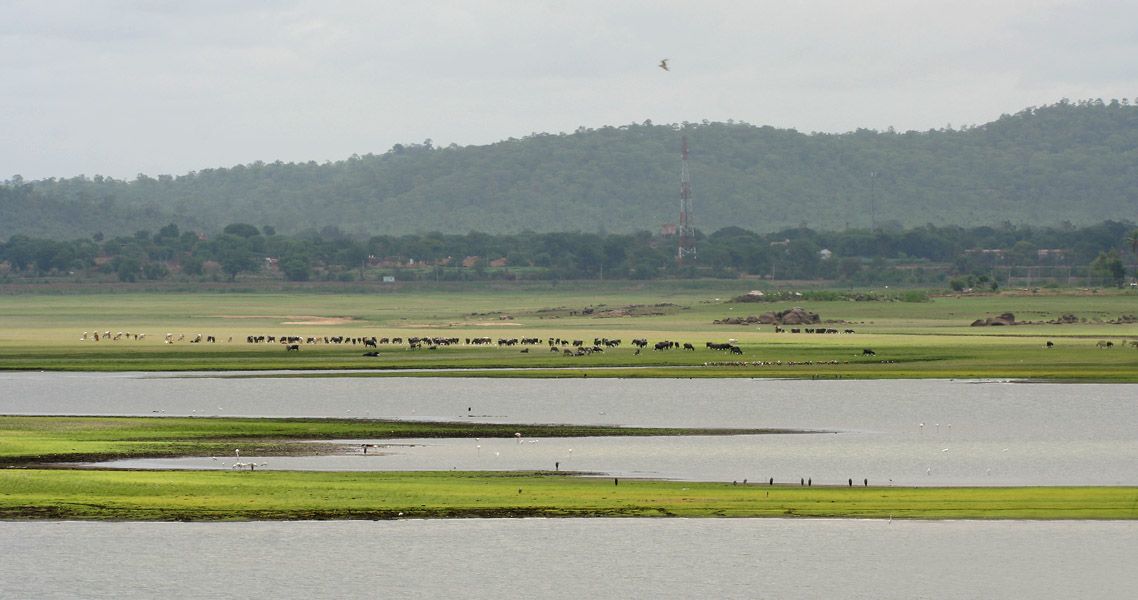
Im Pocharam-Naturschutzgebiet

Der Distrikt liegt im Westen Telanganas in der Hochebene des Dekkan. Die angrenzenden Distrikte sind Kamareddy im Norden, Siddipet im Osten, Medchal-Malkajgiri in einem sehr kurzen Abschnitt im Süden, sowie Sangareddy im Süden und Südwesten. Die Topographie ist durch Ebenen sowie durch Hügelland gekennzeichnet. Vereinzelt finden sich Felsgruppen und Geröllhalden. Wichtigster Fluss ist der Manjira, ein Zufluss des Godavari. In der Gegend von Medak und Narsapur gibt es größere Flächen von tropischem Trockenwald. Die häufigsten Baumarten sind Terminalia elliptica (maddi), Buchanania lanzan (chirongi), Chloroxylon swietenia („Seidenholz“), Indischer Butterbaum (mahua), Niembaum (neem) und Diospyros melanoxylon (abnus). Während der Trockenzeit sind die Wälder größtenteils unbelaubt. Der Laubabwurf beginnt etwa im Januar und die Bäume bleiben bis Juni unbelaubt. Immergrüne Baumarten sind Ixora parviflora (korivi), Memecylon edule (alli) und Manilkara hexandra (pala).

## Klima
Das Klima ist tropisch und zeichnet sich durch heiße Sommer und Trockenheit aus, außer während der Zeit des Südwest-Monsuns. Es können vier Jahreszeiten unterschieden werden. Die heiße Jahreszeit (Sommer) dauert von März bis Mai. Der Mai ist im Allgemeinen der heißeste Monat des Jahres mit Maximaltemperaturen bis 46 °C. Die Zeit von Juni bis September ist die Südwest-Monsunzeit (SW-Monsun-Regenzeit) und Oktober bis Dezember ist die Nordost-Monsunzeit (NE-Monsun-Regenzeit). Die kalte Jahreszeit (Winter) dauert von Januar bis Februar mit Minimaltemperaturen zwischen 10 und 15 °C im Dezember.

## Geschichte

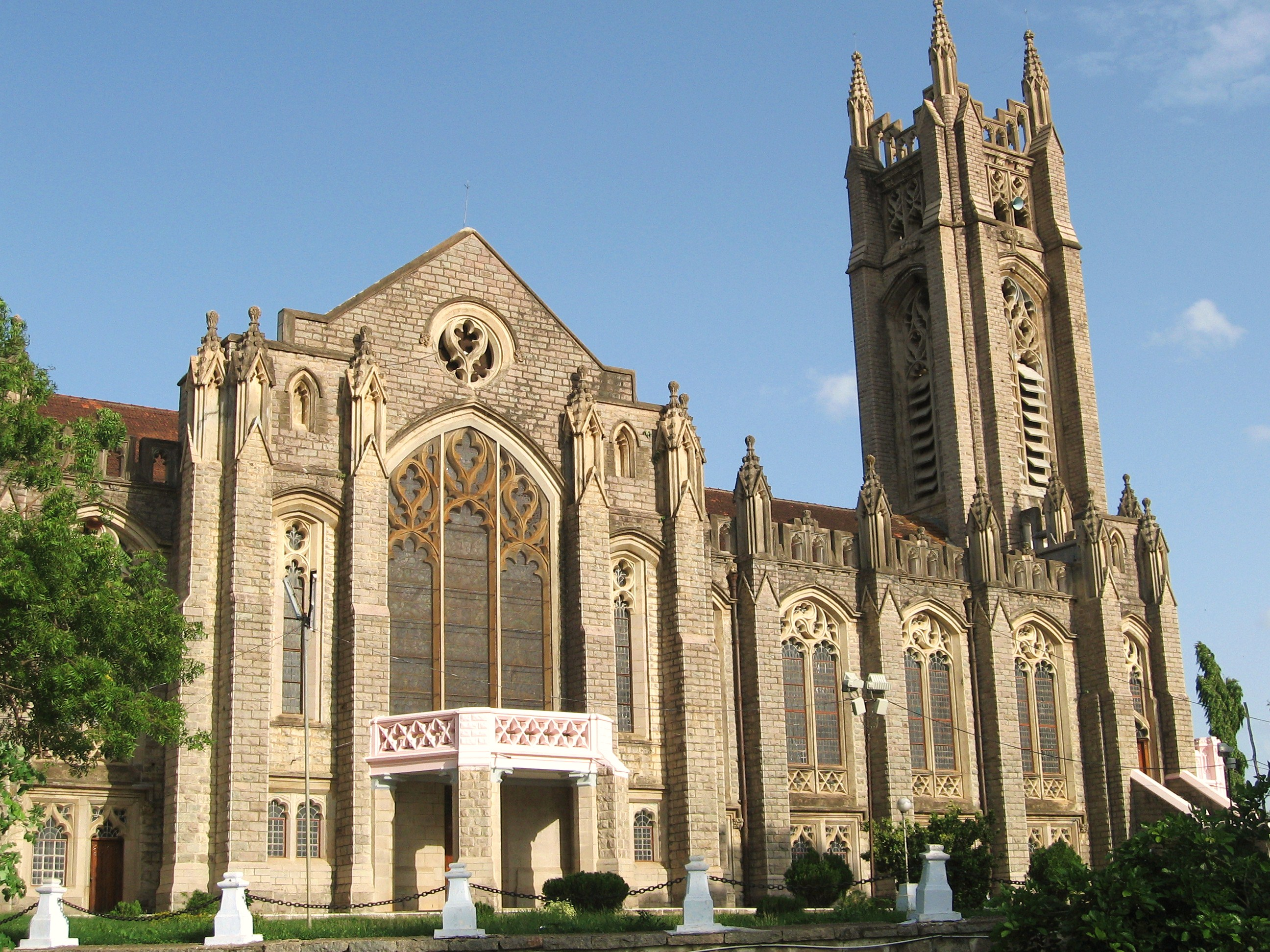
Die anglikanische Kathedrale in Medak aus der Zeit Britisch-Indiens

Distrikt Medak im Juni 2014 kurz nach der Einrichtung des Bundesstaats Telangana

Medak ist Teil der Region Telangana und teilte deren Geschichte. Ältere Namen sind Methukudurgam und Siddapur Medak. Bis zum States Reorganisation Act 1956 gehörte das Gebiet zum Staat Hyderabad, der 1948 an das im Vorjahr unabhängig gewordene Indien angeschlossen worden war. Danach wurde Medak eine Verwaltungseinheit im damals neu geschaffenen Staat Andhra Pradesh. Mit der Bildung des Bundesstaats Telangana im Jahr 2014 kam Medak zu diesem. Am 11. Oktober 2016 erfolgte eine neue Distrikteinteilung Telanganas, wobei 21 neue Distrikte geschaffen, und die vorherigen 10 Distrikte entsprechend deutlich verkleinert wurden. Die Distriktfläche Medaks verkleinerte sich dadurch stark von 9699 km² auf 2771,53 km² und die Einwohnerzahl reduzierte sich von 3.033.288 auf 767.428 (Einwohnerzahlen bezogen auf den Zensus 2011).

## Bevölkerung
Bei der Volkszählung 2011 wurden im Distrikt (in den Grenzen ab 2016) 767.428 Einwohner (378.654 männlich, 388.774 weiblich) gezählt. Der Urbanisierungsgrad war mit 7,67 % außerordentlich gering (Durchschnitt Telanganas 38,88 %). Die Alphabetisierungsrate lag mit 56,12 % (Männer 67,51 %, Frauen 45,15 %) ebenfalls unter dem Durchschnitt des Bundesstaats (66,54 %). 127.970 Personen (16,68 %) gehörten zu den scheduled castes, den registrierten unterprivilegierten Kasten, und 72.900 (9,5 %) zu den scheduled tribes, d. h. der registrierten indigenen Stammesbevölkerung (Adivasi).

## Wirtschaft
Von den 2011 als arbeitend registrierten 385.810 Personen (50,27 % der Bevölkerung) waren 129.530 (33,57 %) als Bauern (cultivators), 162.827 (42,20 %) als Landarbeiter (agricultural labourers), 15.811 (4,10 %) als in Heimindustrien (household industries) arbeitend und 77.642 (20,12 %) als sonstige Arbeitende klassifiziert. Mehr als drei Viertel der knapp 220.000 landwirtschaftlichen Betriebe umfassten weniger als 1 Hektar Fläche. Hauptsächlich angebaut wurden (in abnehmender Nutzfläche) Reis, Mais, Baumwolle und Gartenbaufrüchte. In der Großtier-Viehzucht wurden überwiegend Schafe, Ziegen, Rinder und Büffel gehalten.

## Verwaltung
Der Distrikt Medak umfasst die 20 Mandals (Talukas) Shankarampet (A), Regode, Alladurg, Tekmal, Papannapet, Havelighanpur, Ramayampet, Nizampet, Chegunta, Narsingi, Shankarampet (R), Medak, Kulcharam, Chilipched, Kowdipalle, Narsapur, Shivampet, Yeldurthy, Tupran und Manoharabad.

## Besonderheiten
An der Grenze und grenzüberschreitend zum Distrikt Kamareddy befindet sich das insgesamt 120 km² umfassende Pocharam-Naturschutzgebiet. In der Distrikthauptstadt Medak gelten die anglikanische Kathedrale und die Überreste der Befestigungsanlage Medak Fort als sehenswert. Der auf das 12. Jahrhundert zurückgehende Edupayala-Tempel der Hindu-Göttin Durga zieht alljährlich zu Shivaratri Hunderttausende von Pilgern an.